# Raul Passos
Raul Alexandre Almeida Passos, mais conhecido como Raul Passos (Piçarras, 10 de agosto de 1983), é um pianista, regente, compositor e poeta brasileiro, de ascendência portuguesa.

## Biografia
Raul Passos estudou com a pianista Vivian Siedlecki. Diplomou-se em 2006 com o maestro Emanuel Martinez e recebendo orientação do compositor Harry Crowl. Aprimorou-se depois com Edson Elias, Fernando Lopes, Andrea Lucchesini, Giorgia Tomassi, Claude Bessmann, Roberto Tibiriçá e Helen Yorke.
Entre 2006 e 2010 apareceu em vários recitais solo e dividiu a cena com importantes artistas. No Brasil, apresentou-se no Teatro da República, no Rio de Janeiro, no interior do Paraná, em Santa Catarina, Goiás, São Paulo, Minas Gerais e no Theatro São Pedro de Porto Alegre, Rio Grande do Sul.

Uma sólida carreira como recitalista em Curitiba levou-o, em 2008, ao exterior. Em novembro de 2008 realizou em Braşov, na Romênia, com o apoio da Embaixada do Brasil, um recital inteiramente dedicado a compositores brasileiros. Também na Romênia apresentou-se na Sala George Enescu, no Palatul Şuţu e na Sala Polivalenta, em Bucareste, ocasião na qual estreou sua suite Cartas Romenas para piano a 4 mãos, ao lado da pianista romena Oana Zamfir, durante a realização da XIX Semana de Música Nova de Bucareste. A respeito de seu recital com a soprano romena Camelia Pavlenco, em Ploiesti, a crítica acolheu-o entusiasticamente: 
"... espantoso alcance interpretativo e criador (...) O piano adquire, sob seus dedos quase irreais, um poder que materializa o encanto e o anima milagrosamente (...) Um dos brilhantes representantes do pianismo brasileiro e intérprete de notável sensibilidade solística."
Interpreta essencialmente compositores da primeira metade do século XX, principalmente franceses, como Debussy, Poulenc e Satie. No âmbito da música de câmara, aparece frequentemente interpretando Negro Spirituals ao lado de Juarês de Mira e com a mezzo-soprano suíço-britânica Penelope White, com quem se apresentou na Inglaterra nas programações do AmazonArt Concert Series e do Music On The Quantocks.

## Projeção
Sua carreira é pontuada pela estréia de várias peças do repertório moderno e contemporâneo, entre as quais a primeira audição no Brasil de Les Soirs Illuminés par l'Ardeur du Charbon, de Claude Debussy. Em maio de 2008, durante um recital com o baixo Juarês de Mira, televisionado para todo o Brasil e mais três países sul-americanos, realizou a prémière da Canção do Guerreiro, do compositor brasileiro Hekel Tavares. De 2003 a 2005 foi co-responsável por um projeto de redescoberta e divulgação da obra de Brasílio Itiberê. É autor, entre outras composições, de cadenzas para o Concerto para Piano n.21 K467, de Mozart.
Escreve regularmente na revista romena de música No. 14 Plus Minus.

## Composições
- Música da Morte (canto e piano, poema de Cruz e Sousa) (2001)
- 4 Prelúdios (piano) (2002)
- Novellette (clarinete e piano) (2002)
- Il Manque des Mots Qui S'Écroulent (canto e piano) (2002)
- Estudo de Concerto em Re Bemol Maior (piano) (2002)
- Aos Teus Pés (canto e piano) (2004)
- A Música das Almas (coro a capella, poema de Vinícius de Morais) (2005)
- Cadenzas para o Concerto n.21 K467 em Do Maior, de Mozart (piano) (2006)
- Papillon (clarinete e piano) (2007)
- Noturno (piano) (2008)
- Perpetuum Mobile (clarone solo) (2008)
- Cartas Romenas (piano a 4 mãos) (2009)

## Premiações
- XX Concurso Latino-Americano de Piano Rosa Mística (2001)
- III Concurso de Poesia Expert Arte (três premiações) (2002)
- I Concurso Nacional de Poesia “Augusto dos Anjos” (2005)
- Academia Curitibana de Cultura (2006)
- I Concurso Nacional Elos de Versos (2007)
- I Concurso Nacional de Poesia Brasil em Versos (2008)